# Cryptoerithus melindae
Cryptoerithus melindae là một loài nhện trong họ Gnaphosidae.
Loài này thuộc chi Cryptoerithus. Cryptoerithus melindae được Norman I. Platnick & Barbara Baehr miêu tả năm 2006.